# Autostrade per l’Italia

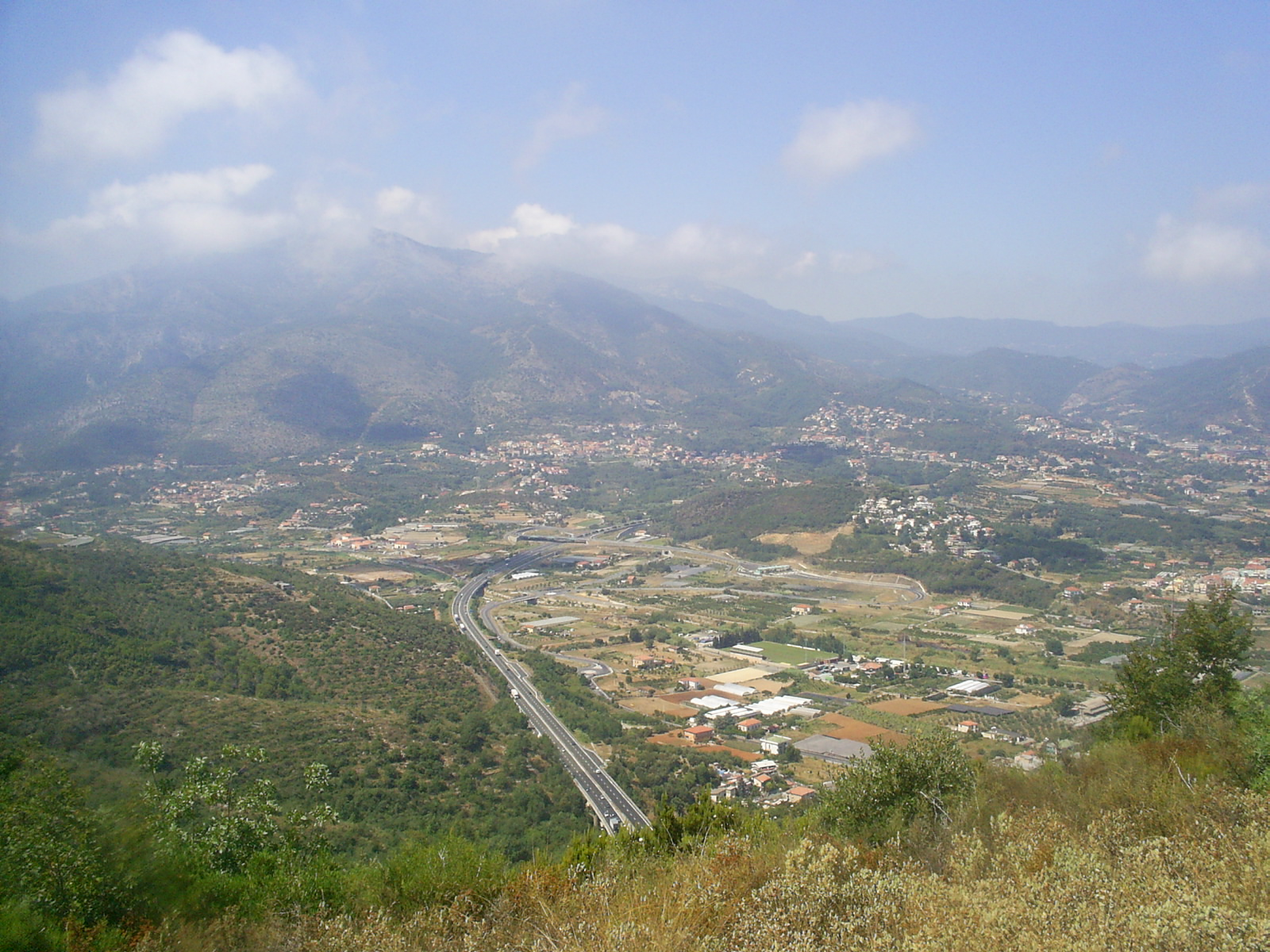
Autostrada Kwiatów, której operatorem jest spółka Autostrade per l’Italia

Autostrade per l’Italia S.p.A. (pl. Autostrady dla Włoch) – jedna z włoskich spółek akcyjnych, utworzona w 2002 roku, będąca koncesjonariuszem wielu odcinków autostrad. Autostrade per l’Italia w całości należy do grupy Atlantia i jest największym operatorem płatnych autostrad w Europie. Do 31 grudnia 2038 spółka operować będzie odcinkami o łącznej długości 2854,6 km.

## Trasy, których koncesjonariuszem jest firma Autostrade per l’Italia
- A1 Mediolan – Neapol – 803,5 km.
- A4 Mediolan – Breścia – 93,4 km.
- A7 Genua – Serravalle – 50 km.
- A8 Mediolan – Varese oraz A9 Lainate – Como – Chiasso – 77,7 km.
- Łącznik A8-A26 – 24 km.
- A10 Genua – Savona – 45,5, km
- A11 Florencja – Morze -81,7 km.
- A12 Genua – Sestri Levante – 48,7 km.
- A12 Rzym – Civitavecchia – 65,4 km.
- A13 Bolonia – Padwa – 127,3 km.
- A14 Bolonia – Taranto – 781,4 km.
- A16 Neapol – Canosa – 172,3 km.
- A23 Udine – Tarvisio – 101,2 km.
- A26 Genua – Gravellona Toce – 244,9 km.
- A27 Wenecja – Belluno – 82,2 km.
- A30 Caserta – Salerno – 55,3 km.

## Udziały Autostrade per l’Italia
Autostrade per l’Italia posiada także udziały w innych spółkach, w których gestii leży utrzymanie płatnych autostrad. Są to:
- Autostrada Torino – Savona – 99,98%
- Società Autostrada Tirrenica – 93,99%
- Società Italiana per il Traforo del Monte Bianco – 51%
- Tangenziale di Napoli  – 100%
- Autostrade Meridionali – 58,98%
- Strada dei Parchi S.p.A. – 60%.

Firma posiada również udziały w Stalexport Autostrada Małopolska S.A. – koncesjonariuszu autostrady A4 na odcinku Katowice – Kraków.